# Livingston County (Michigan)
Livingston County je okres na jihovýchodě státu Michigan v USA. K roku 2000 zde žilo 156 951 obyvatel. Správním městem okresu je Howell. Celková rozloha okresu činí 1 516 km².

## Sousední okresy
| Růžice kompasu | Shiawassee County |                              | Genesee County | Růžice kompasu |
| Růžice kompasu | Ingham County     | Sever                        | Oakland County | Růžice kompasu |
| Růžice kompasu | Ingham County     | Livingston County (Michigan) | Oakland County | Růžice kompasu |
| Růžice kompasu | Ingham County     | Jih                          | Oakland County | Růžice kompasu |
| Růžice kompasu | Jackson County    | Washtenaw County             |                | Růžice kompasu |